# Sonnenblumen (Film)
Sonnenblumen ist ein Filmdrama von Vittorio De Sica aus dem Jahr 1970. Es entstand in italienisch-sowjetisch-französischer Koproduktion.

## Handlung
Während des Zweiten Weltkriegs lernt die Schneiderin Giovanna den 32-jährigen Elektriker Antonio kennen. Er stammt aus Norditalien und ist in Neapel, um in zwei Tagen als Soldat nach Afrika zu gehen. Beide verlieben sich und heiraten, obwohl Antonio in seinem bisherigen Leben die Heirat stets abgelehnt hat. Die Heirat gibt ihm zwölf Tage Sonderurlaub und Giovanna hofft, dass nach dieser Zeit der Krieg möglicherweise bereits beendet ist. Beide verbringen ihre Flitterwochen in Antonios Haus. Die zwölf Urlaubstage sind fast vorüber und Antonio reagiert plötzlich aggressiv auf Giovannas Anwesenheit und jagt sie durchs Dorf. Er wird als krank in eine Psychiatrie eingeliefert, wo ihn Giovanna besucht. Es wird klar, dass Antonio gesund ist und durch die Einweisung nur dem Kriegsdienst entgehen wollte. Der Klinikleiter stellt ihn vor die Wahl, vor einem Kriegsgericht angeklagt zu werden oder sich freiwillig an die russische Front zu melden. Wenig später verabschieden sich Giovanna und Antonio am Bahnhof. Antonio verspricht, zurückzukehren und ihr einen Pelz mitzubringen.
Einige Jahre später ist der Krieg vorbei, doch kehrt Antonio nicht zurück. Auf den Ämtern kann man Giovanna nur sagen, dass es keinen Beweis gibt, dass Antonio umgekommen ist. Eines Tages trifft Giovanna am Bahnhof einen Veteranen, der mit Antonio am Don gekämpft hat. Er berichtet ihr, wie beide durch das eisige Russland marschierten, bis Antonio zusammengebrochen sei und ihn gebeten habe, ohne ihn weiterzugehen. Dies war der letzte Moment, in dem er ihn lebend gesehen habe. Giovanna ist empört, dass niemand Antonio geholfen hat.
Kurz nach Stalins Tod beschließt Giovanna, allein in die Sowjetunion zu reisen, um nach Antonio zu suchen. Mit einem Funktionär an ihrer Seite sucht sie den Ort auf, an dem Antonio zurückgelassen wurde. Die Ebenen sind bis zum Horizont mit Sonnenblumen bewachsen, wobei jede Sonnenblume für einen Toten des Krieges steht. Etwas weiter entfernt säumen Gräber von Gefallenen ganze Landstriche. Giovanna geht sie vergeblich ab. Sie sucht Dörfer auf und fragt die Bewohner nach Antonio, doch erkennt ihn niemand auf ihrem Foto wieder. Nach vergeblicher Suche im Fußballstadion und vor Fabriken trifft Giovanna schließlich Dorfbewohner, die ihr den Weg zum Haus von Mascia weisen. Die junge Frau berichtet ihr, wie sie Antonio halbtot im Schnee vorfand und ihn zu sich nach Hause nahm und pflegte. Er hatte zu Beginn sein Gedächtnis verloren. Nun leben beide zusammen und haben ein Kind. Beide Frauen begeben sich zum Bahnhof, wo Antonio von der Arbeit ankommt. Er ist regungslos, als er Giovanna sieht. Sie wiederum besteigt überstürzt den abfahrenden Zug, ohne mit ihm gesprochen zu haben. Im Zug bricht sie weinend zusammen.
Giovanna kehrt nach Italien zurück und zerstört die Bilder Antonios. Sie beginnt eine Affäre mit Ettore, und beide kommen schließlich zusammen. Sie ziehen nach Mailand. Antonio bezieht mit seiner Familie eine Wohnung in einem Neubaugebiet, hat jedoch sämtliche Lebensfreude verloren. Mit Unterstützung von Mascia reist er schließlich nach Mailand und ruft Giovanna an. Sie verweigert zunächst ein Treffen, stimmt schließlich aber einem Wiedersehen in ihrer Wohnung zu. Antonio versucht ihr zu erklären, warum er nach Ende des Krieges nicht zurückkam. Der Krieg habe ihn verändert, sie beide seien am Ende Opfer des Krieges geworden. Obwohl er Giovanna nicht erneut verlieren will, weist sie ihn zurück. Sie hat, wie auch er, inzwischen ein Kind. Sie hat es Antonio genannt, allerdings nicht nach ihm, sondern nach dem Heiligen. Bevor er geht, schenkt er ihr einen Pelz, wie er es damals vor seiner Fahrt an die Front versprochen hatte. Wenig später verabschiedet sie ihn mit Tränen in den Augen vom Bahnhof.

## Produktion
Sonnenblumen wurde in Italien und der Sowjetunion gedreht. Drehorte waren unter anderem Bereguardo, Mailand und Moskau; die Szenen beim Gräberfeld entstanden in der Nähe von Poltawa und waren im September 1969 abgeschlossen. Die Dreharbeiten in der Sowjetunion wurden in Zusammenarbeit mit der Mosfilm realisiert. Kameramann war dabei Dawid Winizki. Sonnenblumen gilt als der erste westeuropäische Film, der seit Beginn des Kalten Kriegs in sowjetischer Koproduktion entstand.
Sonnenblumen kam am 14. März 1970 in die italienischen Kinos und erlebte seine Moskauer Premiere im Beisein von Sophia Loren und Carlo Ponti im Juni 1970. Der Film lief am 24. September 1970 auch in den bundesdeutschen Kinos an. Am 26. Mai 1972 kam er in die Kinos der DDR und war am 26. November 1977 im 1. Programm des Fernsehens der DDR zu sehen.

## Kritik
„Unter De Sicas zögerlicher Regie, nach einem veralteten Drehbuch konzipiert, mutet das naive Melodram wie ein vergilbtes Gemälde an: rührend anachronistisch, in jeder Hinsicht an der Zeit vorbeiproduziert“, urteilte der film-dienst. Für Cinema versammelte Sonnenblumen „[g]roße Namen im sentimentalen Zeitporträt“, während der Spiegel den Film ein „sentimentale[s], unfaßbar schlichte[s] Kino-Melodram…“ nannte. Auch der Evangelische Film-Beobachter hält nicht viel von dem Streifen: „Von Leuten, die für sich künstlerischen Rang in Anspruch nehmen, kunstlos gemacht, sentimental, oberflächlich und politisch irrelevant.“
Die Kritik der DDR befand, dass de Sica und seine Drehbuchautoren „im Extremen ihrer Geschichte das Allgemeingültige [akzentuieren]. Sie geben in expressiv gesteigertem, unerbittlichem Realismus die Schrecken des Krieges und die Leiden, die er über die Menschen brachte, wieder, und sie geben in den in der Sowjetunion […] gedrehten Passagen ein liebevoll und genau beobachtetes Bild des dortigen Lebens und einer selbstverständlichen Humanität.“ Sonnenblumen sei ein „Film gegen Krieg, über die Lebenskraft und hohe Moral der einfachen Menschen.“

## Auszeichnungen
Sophia Loren gewann 1970 einen David di Donatello als Beste Schauspielerin (Migliore Attrice). Sie wurde zudem für einen Fotogramas de Plata als Beste ausländische Darstellerin nominiert.
Der Film erhielt 1971 eine Oscar-Nominierung in der Kategorie Beste Filmmusik.